# Henry Montagu Villiers
Pour les articles homonymes, voir Villiers.
Henry Montagu Villiers (4 janvier 1813 – 9 août 1861) est un membre du clergé anglais de l'Église d'Angleterre, de la famille Villiers.

## Biographie
Il fait ses études à Christ Church, Oxford, obtient son diplôme de maîtrise en 1837 et devint vicaire de Kenilworth cette année-là, puis recteur de l'église St. George de Bloomsbury en 1841 et chanoine de la cathédrale Saint-Paul de 1847 à 1856. Il est docteur en théologie et évêque de Carlisle en 1856 et évêque de Durham de 1860 à 1861.

## Famille
Il est le fils de George Villiers et de Theresa Parker et petit-fils de Thomas Villiers (1er comte de Clarendon). En 1839, il obtient une ordonnance royale de préséance lui donnant le rang de fils d'un comte.
Le 30 janvier 1837, il épouse Amelia Maria Hulton, fille de William Hulton. Ils ont au moins 4 fils et 4 filles :
1. Henry Montagu Villiers (13 novembre 1837 - 9 septembre 1908). Prébendaire de la Cathédrale Saint-Paul de Londres. Marié d'abord Victoria Russell, fille de John Russell (1er comte Russell). Marié en secondes noces à Charlotte Louisa Emily Cadogan, petite-fille de George Cadogan (3e comte Cadogan) et Henry William Paget
2. Charles Augustus Villiers, n. avril 1839
3. Frederick Ernest Villiers (16 novembre 1840 - 14 octobre 1922), major de la force de cavalerie du Hertfordshire Imperial Yeomanry.
4. Amy Maria Villiers (26 mars 1842 – 20 octobre 1934), épouse Edward Cheese, membre du clergé.
5. Gertrude Fanny Villiers (19 août 1843 – 31 décembre 1906), épouse Berkeley Paget, un arrière-petit-fils de Henry Paget (1er comte d'Uxbridge).
6. Wilbraham Edward Villiers (né le 2 août 1845)
7. Mary Agneta Villiers (30 décembre 1846 – 22 mai 1935), mariée à James Hughes Cooper, membre du clergé.
8. Evelyn Theresa Villiers (23 août 1852 – 29 décembre 1943), épouse Daniel Daniel Healy (né Hely-Hutchinson), officier de la marine irlandaise et fils unique de John Healy (décédé en 1855) et petit-fils de John, 3e comte de Donoughmore. Ils s'installent dans le Hampshire et ont 3 fils, William, George et Patrick, et 2 filles.